# Isorno (torrente)
L’Isorno è un torrente che nasce presso la Pioda di Crana in Italia, che dopo aver attraversato la frazione di Bagni di Craveggia entra in Svizzera.  Non va confuso con l'omonimo torrente affluente in sinistra idrografica del Toce e che percorre la valle Isorno.

## Percorso
In Italia il torrente percorre circa 10 km, mentre che in Svizzera percorre circa 21 km. In territorio elvetico bagna il comune di Onsernone e a Intragna confluisce nel fiume Melezza.
Il fiume riceve le acque di diversi affluenti tra i quali i principali sono il Rio Cortaccio, l'Isornia, il Ri d'in Erlöngh, il torrente Ribo, il torrente Cavüria e il torrente Bordione.

## Ambiente
Forma una delle valli più selvagge della Svizzera, la Valle Onsernone. Tale valle è molto facile da raggiungere da Lugano, Bellinzona, Domodossola e Locarno. La proposta di istituire un Parco Nazionale Svizzero come quello dell'Engadina, il Parco Nazionale del Locarnese, è stata bocciata da una votazione popolare il 10 giugno 2018.